# Sakyamuni-Pagode des Buddhapalast-Tempels

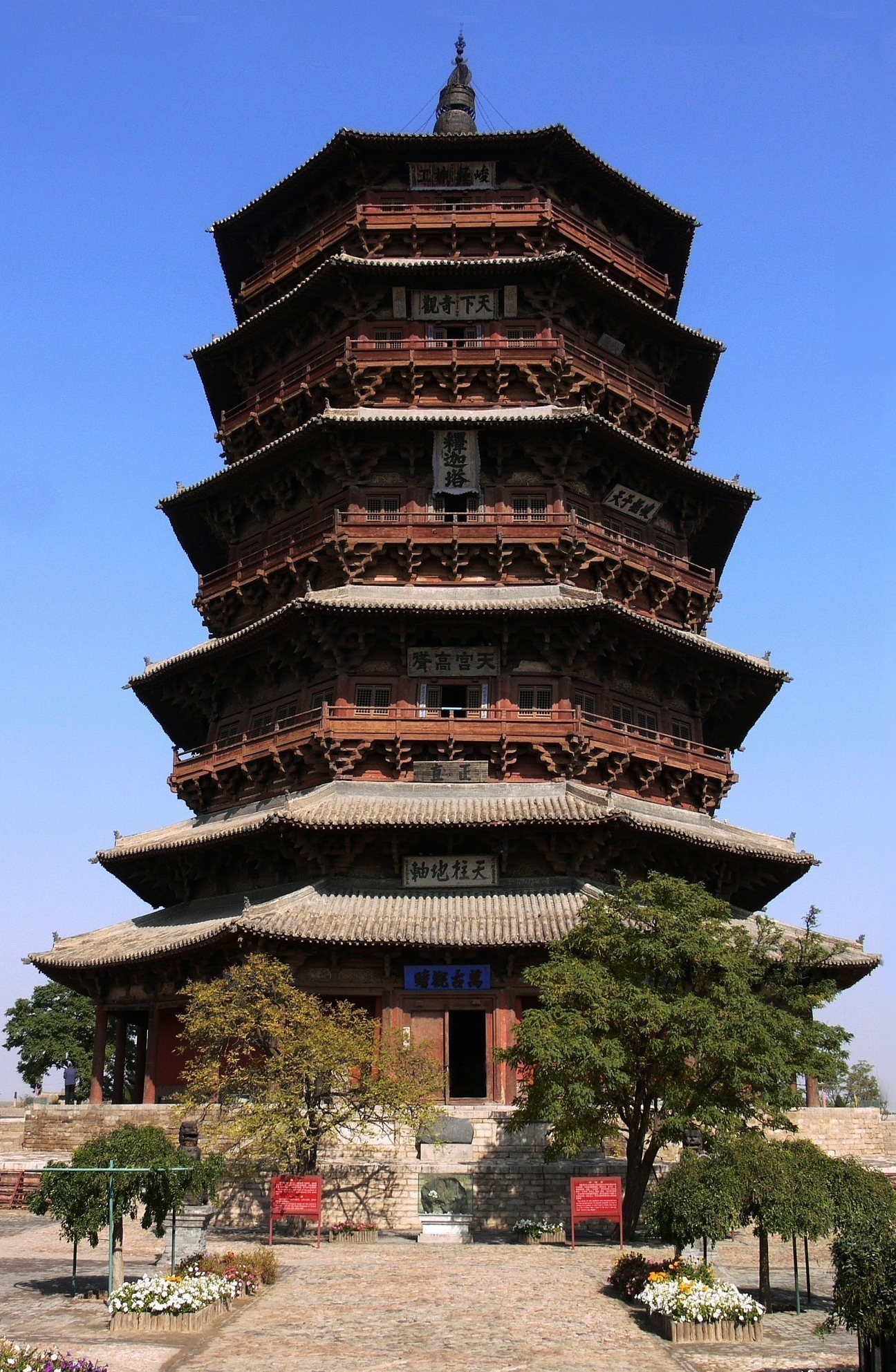
Sakyamuni-Pagode,
Shuozhou, Provinz Shanxi (2007)

Die Sakyamuni-Pagode des Buddhapalast-Tempels, auch Sakyamuni-Pagode des Fogong-Tempels (chinesisch 佛宮寺釋迦塔 / 佛宫寺释迦塔, Pinyin Fógōngsì Shìjiātǎ) genannt, ist ein turmförmiger Sakralbau in Holz. Die sakrale Holzpagode befindet sich in Shuozhou im Kreis Ying der chinesischen Provinz Shanxi und zählt mit 67 m Höhe zu den höchsten Holzbauten der Welt. Sie hat im Laufe der Geschichte mehrere große Erdbeben überstanden und ist dadurch so bekannt geworden, dass man sie umgangssprachlich schlicht als die Holzpagode im Kreis Ying (應縣木塔 / 应县木塔,  Yìng Xiàn Mùtǎ) kennt. Die Pagode ist ein Kennzeichen der buddhistischen Kunst und der chinesischen Architektur.

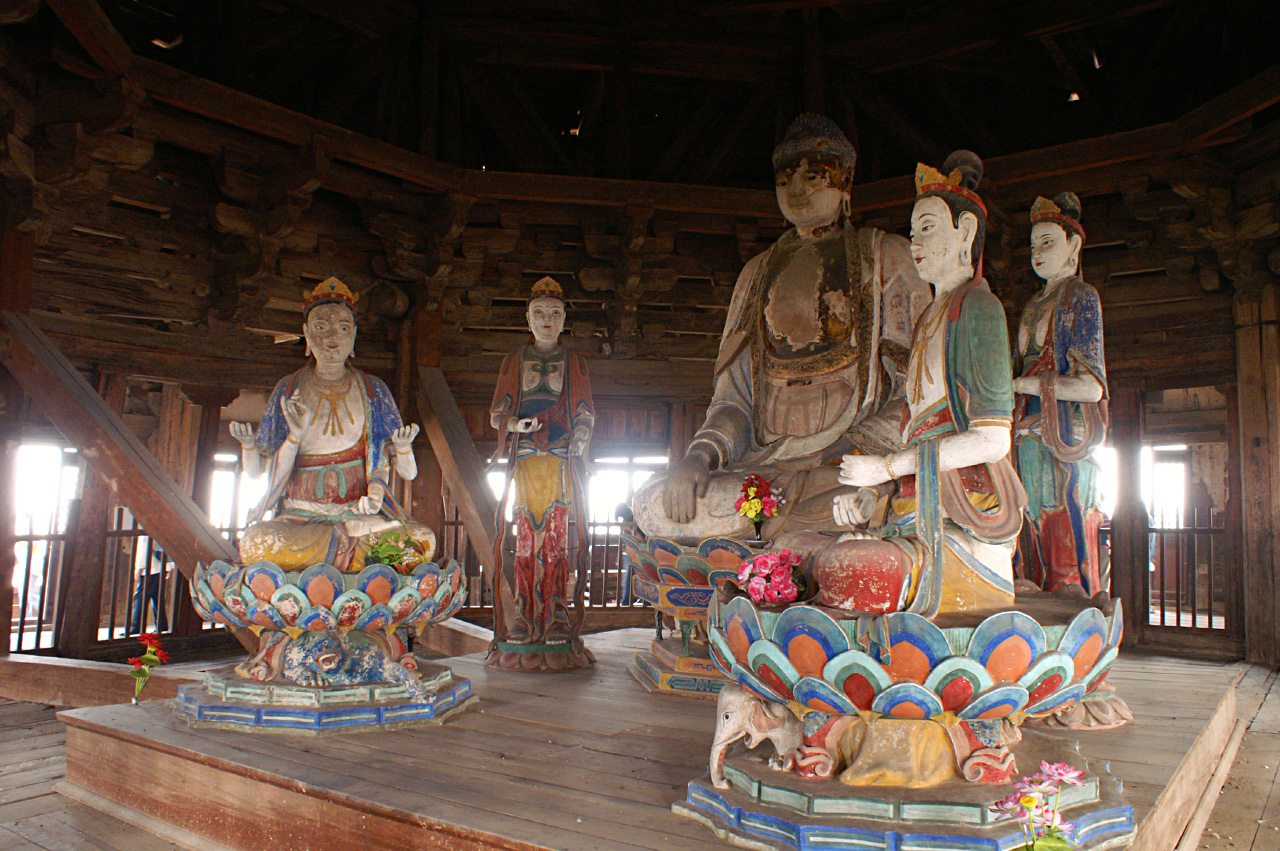
Siddhartha Gautama (Mitte),
Statuen im 1. Geschoss, (2007)

Die sechseckige Pagode aus Holz wurde im Jahr 1056 zur Zeit der Liao-Dynastie vom Yelu Hongji (耶律洪基,  Yēlǜ Hóngjī), Kaiser Daozong (1055–1101) vom Volk der Kitan, erbaut. Die Pagode hat neun Geschosse und in jedem Stockwerk befindet sich Buddhastatuen. Mit einem 4 m hohen Sockel und einer 10 m hohen Turmspitze auf dem Dach miss die Pagode eine Höhe von etwa 67 m. Die Sakyamuni-Pagode (釋迦塔 / 释迦塔,  Shìjiātǎ) ist die älteste existierende Holzpagode Chinas und gleichzeitig höchste Holzpagode weltweit. Die älteste Pagode Chinas hingegen, die Songyue-Pagode, datiert auf 520 bis 525 zur Zeit der Nördlichen Wei-Dynastie, ist ein Ziegelbau  auf dem Song Shan nahe Dengfeng, eine Stadt der Provinz Henan. Während der älteste Holzbau Chinas, eine buddhistische Tempelhalle der Klosteranlagen auf dem Wutai Shan, aus der mittleren Periode der Tang-Dynastie (618–907) herstammt.
Die Sakyamuni-Pagode des Buddhapalast-Tempels (Denkmalobjekt: 1-71) steht seit 1961 auf der Liste der Denkmäler der Volksrepublik China.